# Immerwährende Jungfräulichkeit Marias

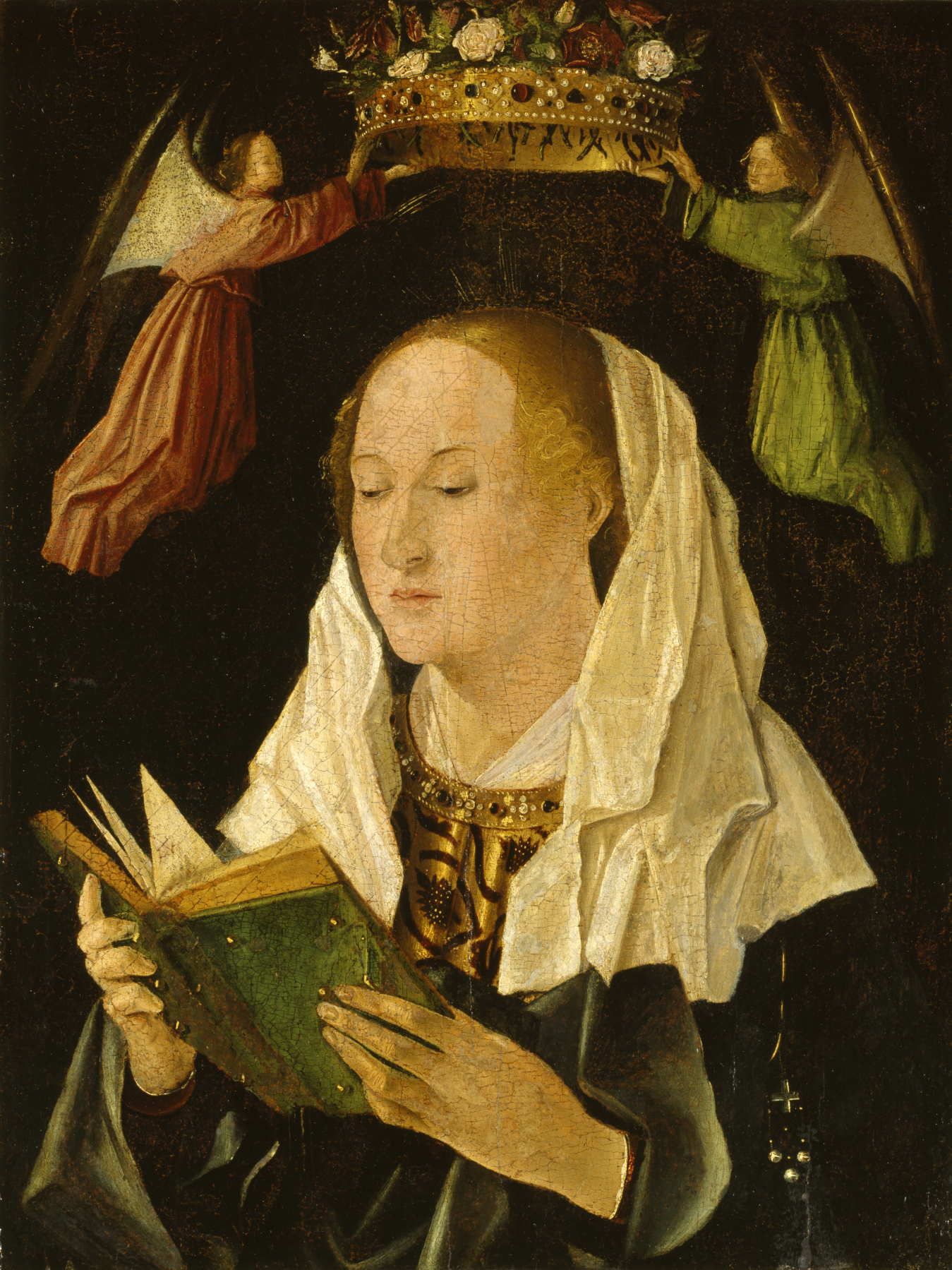
Die Jungfrau Maria, lesend, Ölbild von Antonello da Messina (um 1460–1462)

Die immerwährende Jungfräulichkeit Marias (ἀειπαρθενεία aeipartheneía, von  ἀέι „immer“ und παρθενεία „Jungfräulichkeit“) ist eine Glaubenslehre der römisch-katholischen Kirche und der orthodoxen Kirchen, die besagt, dass Maria vor, während und nach der Geburt Jesu Jungfrau war und blieb. Die katholische Kirche hat diese Lehre dogmatisiert; sie ist damit Bestandteil der Mariologie. Die Lehre von der immerwährenden Jungfräulichkeit Mariens schließt die von der Jungfrauengeburt ein.

## Neues Testament und Alte Kirche
Die Quellen für das Leben Mariens finden sich vor allem im Neuen Testament (NT), aber auch in nicht-kanonischen Schriften wie dem Protoevangelium des Jakobus. Im NT erzählen sowohl die vier Evangelien als auch das erste Kapitel der Apostelgeschichte von der Mutter Jesu. Eine Aussage über eine „immerwährende“ Jungfräulichkeit Mariens wird darin nicht gemacht. 
Das um 120–150 verfasste apokryphe Protoevangelium des Jakobus spricht neben einer ausführlichen Darstellung der Jugend Mariens von ihrer Jungfräulichkeit vor und nach der Geburt Jesu. Nach Kapitel 19–20 gelobte Maria schon als Kind, Jungfrau zu bleiben.
Der Kirchenschriftsteller Origenes vertrat um 200 die unverletzte Jungfräulichkeit Marias vor, bei und nach Jesu Geburt. Papst Siricius hob 392 die immerwährende Jungfräulichkeit Mariens hervor:

„Jesus hätte sich nicht die Geburt aus einer Jungfrau gewählt, wenn er sie als so wenig enthaltsam hätte betrachten müssen, daß sie jene Geburtsstätte des Leibes des Herrn, jene Halle des ewigen Königs, durch menschliche Begattung entweihe.“

Petrus von Alexandrien und Epiphanius von Salamis gebrauchten den Ehrentitel aeiparthenos („Immerjungfrau“) für Maria. Auch Johannes Chrysostomos vertrat um 400 die Ansicht, Maria sei zeitlebens Jungfrau geblieben. Der Kirchenvater Augustinus äußert sich in drei Predigten (sermo 186,1; 192,1; 196,1) über die immerwährende Jungfräulichkeit Marias. Als Beispiel diene 196,1:

“Virgo concepit, miramini: virgo peperit, plus miramini: post partum, virgo permansit.”

„Die Jungfrau  empfing; staunt: die Jungfrau gebar; staunt noch mehr: auch nach der Geburt blieb sie Jungfrau.“

Auf dem Zweiten Konzil von Konstantinopel 553 wurde die Lehre ausdrücklich anerkannt.

## Katholische und orthodoxe Lehre
Nach katholischer und orthodoxer Lehre war Maria Jungfrau und blieb es auch während und nach der Geburt Jesu, da sie mit dem hl. Josef die Ehe nicht vollzogen habe. Aus diesem Grund wird der hl. Josef meist als Bräutigam oder Gefährte Marias bezeichnet. Von der Ehe Marias und Josefs ist auch die Bezeichnung „Josefsehe“ abgeleitet.
Jungfräulichkeit um des Himmelreiches willen wird in der katholischen und den orthodoxen Kirchen als besonders lobenswerte Tugend gewertet.

## Protestantische Haltung
In Bezug auf die immerwährende Jungfräulichkeit Mariens kommen die Kirchen der Reformation in ihren Bekenntnisschriften zu unterschiedlichen Ansichten. Während Martin Luther (wie auch Johannes Calvin und Ulrich Zwingli) an der Lehre der Jungfrauengeburt festhielt, schätzte er die Verehrung Marias als immerwährende Jungfrau als „Götzendienst“ ein. Diese Lehre sei unwichtig für den Glauben an die Menschwerdung des Sohnes Gottes, da die Bibel kein Interesse an der Frage zeige, ob Maria nach Jesu Geburt Jungfrau geblieben sei. Die lutherischen Bekenntnisschriften als verbindliche Lehrgrundlage der lutherischen Kirchen sprechen allerdings in der Konkordienformel Artikel 8 (Von der Person Christi S. 1024) wie folgt: „Darum sie (Maria) wahrhaftig Gottesmutter und gleichwohl eine Jungfrau geblieben ist.“ Jedoch berufen sich nicht alle lutherischen Kirchen auf die Konkordienformel.
Viele reformatorische Kirchen sind der Auffassung, die neutestamentliche Erwähnung der Geschwister Jesu (vier Brüder und mehrere Schwestern) bedeute, dass Josef und Maria nach der Geburt Jesu gemeinsame Kinder bekommen hätten (Mt 12,46  und weiteren Stellen). Dass Josef mit Maria nicht geschlechtlich verkehrte, sei in Mt 1,25  nur für die Zeit vor der Geburt Jesu berichtet. Die Argumentationsgrundlage ist dabei das Prinzip Sola scriptura.

## Islam und Koran
Im Koran wird Jesus immer Isa bin Maryam („Jesus, Sohn Marias“) genannt. Die Jungfräulichkeit Marias wurde aus dem Christentum übernommen und betont (Sure 19:17–21):
„Sie trennte sich von ihnen durch einen Vorhang, und Wir schickten ihr Unseren Geist, der sich ihr in der Gestalt eines wohlgeformten Menschen zeigte. Sie sagte: ‚Ich bitte Gott, den Barmherzigen, um Beistand gegen dich. Du mögest gottesfürchtig sein.‘ ‚Ich bin doch ein Bote deines Herrn, damit ich dir einen reinen Sohn beschere.‘ Da sagte sie: ‚Wie könnte ich einen Sohn bekommen, wo mich kein Mann berührt hat und ich nicht unkeusch gewesen bin?‘ Er antwortete: ‚So ist es. Also sprach dein Herr: ‚Das ist mir ein leichtes. Wir machen ihn zu einem Zeichen für die Menschen als eine Barmherzigkeit von Uns.‘ Es ist eine beschlossene Sache.“
Der Koran teilt den christlichen Glauben an Jesu Zeugung ohne einen biologischen Vater als Wunder Gottes und Zeichen seiner Macht.
„(Damals) als die Engel sagten: ‚Maria! Gott verkündet dir ein Wort von sich dessen Name Jesus Christus, der Sohn der Maria, ist! Er wird im Diesseits und im Jenseits angesehen sein, einer von denen, die (Gott) nahestehen. Und er wird (schon als Kind) in der Wiege zu den Leuten sprechen, und (auch später) als Erwachsener, und (wird) einer von den Rechtschaffenen (sein).‘ Sie sagte: ‚Herr! Wie sollte ich ein Kind bekommen, wo mich (noch) kein Mann (w. Mensch) berührt hat?‘ Er (d. h. der Engel der Verkündigung oder Gott?) sagte: ‚Das ist Gottes Art (zu handeln). Er schafft was er will. Wenn er eine Sache beschlossen hat, sagt er zu ihr nur: sei!, dann ist sie. Und er wird ihn die Schrift, die Weisheit, die Thora und das Evangelium lehren.‘“

## Einzelbelege
1. ↑  Protoevangelium des Jakobus, Kapitel 19–20
2. ↑  Josef Neuner: Der Glaube der Kirche in den Urkunden der Lehrverkündigung. Hrsg.: Heinrich Roos. 9. Auflage. Nr. 470, 1971 (neubearbeitet von Karl Rahner, Karl-Heinz Weger. Friedrich Pustet, Regensburg).
3. ↑  Reinhard Frieling: Artikel Maria/Marienfrömmigkeit, III. Dogmatisch/1. Evangelisch, in: Theologische Realenzyklopädie Band 22, S. 138f.